# Gouendo
Gouendo est une localité et une commune du Mali de l'arrondissement de Sanando, dans le cercle de Barouéli et la région de Ségou.

## Villages
La commune s'étend sur 10 localités relevées lors du recensement général de 2009. 
Les villages les plus peuplés sont :
- Gouendo (2 873 habitants) ;
- Kouralé (1 402 habitants) ;
- Néréninkoro (1 068 habitants).